# Mesolecanium jaboticabae
Mesolecanium jaboticabae är en insektsart som först beskrevs av Hempel 1900.  Mesolecanium jaboticabae ingår i släktet Mesolecanium och familjen skålsköldlöss. Inga underarter finns listade i Catalogue of Life.